# Walnut Grove (Georgia)
Walnut Grove – miasto w Stanach Zjednoczonych, w stanie Georgia, w hrabstwie Walton.